# Брент Сопел
Брент Сопел (англ. Brent Sopel; 7 січня 1977, м. Калгарі, Канада) — канадський хокеїст, захисник.  
Виступав за «Саскатун Блейдс» (ЗХЛ), «Свіфт-Каррент Бронкос» (ЗХЛ), «Сірак'юс Кранч» (АХЛ), «Ванкувер Канакс», «Канзас-Сіті Блейдс» (ІХЛ), «Нью-Йорк Айлендерс», «Лос-Анджелес Кінгс», «Чикаго Блекгокс», «Атланта Трешерс», «Монреаль Канадієнс», «Металург» (Новокузнецьк).
В чемпіонатах НХЛ — 658 матчів (44+174), у турнірах Кубка Стенлі — 71 матч (4+14).
Досягнення
- Володар Кубка Стенлі (2010).